# Feu pâle
Feu pâle est un roman de l'écrivain Vladimir Nabokov publié pour la première fois en 1962. Le critique Brian Boyd (en) le considère comme le « roman le plus parfait de Nabokov ».

## Composition
Feu pâle se présente comme la publication posthume d'un poème de 999 vers divisé en quatre chants de John Shade, accompagné d'une introduction, d'un commentaire détaillé et d'un index rédigés par Charles Kinbote, connaissance de John Shade. Le commentaire a pour ambition d'interpréter le poème par un système de notes référant à tel ou tel vers ; néanmoins le texte de Kinbote est centré sur sa propre expérience et divulgue, fragment par fragment, ce qui se révèle être l'intrigue. Selon Espen Aarseth, Feu pâle peut donc se lire « soit de manière unicursale, d'une traite, ou de manière multicursale, en alternant entre le poème et le commentaire ». 
La composition inhabituelle du roman a beaucoup attiré l'attention des critiques, qui le montrent souvent comme un important exemple de métafiction,, ; ou comme un poioumena. Les liens entre les diverses composantes de cet ouvrage forment un réseau hypertextuel implicite.

## Le titre
Comme l'a dit Nabokov lui-même, le titre du poème de John Shade est tiré du Timon d'Athènes de Shakespeare : « La lune est une voleuse de grand chemin, / Sa pâle lumière, elle la fauche au soleil » (The moon's an arrant thief, / And her pale fire she snatches from the sun). Tiré de la scène 3 de l'acte IV, ces vers sont habituellement vus comme une métaphore de la création. Kinbote cite le passage mais, dans la mesure où il n'a qu'une traduction inexacte de la pièce venant de Zembla, il ne le reconnaît pas. Certains critiques ont remarqué que le titre faisait également référence à la scène 5 du premier acte de Hamlet, où le spectre évoque le fait que le ver luisant « commence à pâlir ses feux impuissants » (« begins to pale his uneffectual fire »). 
Le titre est mentionné pour la première fois dans l'avant-propos : « Je me souviens très nettement de l'avoir aperçu de mon porche, par une matinée ensoleillée, en train de brûler tout un lot dans le feu pâle de l'incinérateur. » 